# منتزعة الكبريت متحملة البرودة
منتزعة الكبريت متحملة البرودة (الاسم العلمي: Desulfovibrio psychrotolerans) هي نوع من البكتيريا، سلبية الغرام، تتبع جنس منتزعة الكبريت.